# Griots célestes

Griots célestes est un cycle de space opera écrit par Pierre Bordage. Il est composé de deux livres publiés dans la collection La Dentelle du cygne chez L'Atalante : Qui-vient-du-bruit, le premier tome du cycle paru en 2002, est suivi de Le Dragon aux plumes de sang, paru en 2003.

## Résumé
Seke est un enfant orphelin élevé dans le désert par le peuple mythique des Skadges. Il voit sa vie bouleversée par un étrange messager du ciel - un griot - qui le prend sous son aile et en fait son disciple. Il connaît avec son maître des aventures très riches en parcourant les mondes et les âges, découvrant ainsi sa nature humaine refoulée et la menace grandissante planant sur l'humanité. Le fil conducteur de l'ouvrage est la menace d'une entité prônant le vide : l'Anguiz, et son groupement d'humains convertis à cette vision apocalyptique, destinés à détruire l'humanité jugée inutile.

### Qui-vient-du-bruit
- Qui-vient-du-bruit, 2002(ISBN 2-84172-194-9) - La Dentelle du cygne

### Le Dragon aux plumes de sang
- Le Dragon aux plumes de sang, 2003(ISBN 2-84172-242-2) - La Dentelle du cygne

## Thèmes
Une fois de plus, Pierre Bordage explore la condition humaine de manière originale. On voyage de planète en planète à la rencontre de peuples humains diversifiés et passionnants. Aucun jugement n'est véritablement émis : on assiste plutôt à des présentations de philosophies, de religions, d'adaptations physiques d'humains (mutations) à travers des âges et dans différents lieux, débordantes d'imagination.